# Omhajer (district)
Omhajer est un district de la région Gash-Barka de l'Érythrée. La principale ville et capitale de ce district est Omhajer. 